# Mistrzostwa Świata w Szermierce 1989
Mistrzostwa Świata w Szermierce 1989 – 52. edycja mistrzostw odbyła się w amerykańskim mieście Denver.

## Klasyfikacja medalowa
| Lp. | Państwo    | złoto | srebro | brąz | Razem |
| --- | ---------- | ----- | ------ | ---- | ----- |
| 1   | ZSRR       | 4     | 1      | 1    | 6     |
| 2   | RFN        | 2     | 5      | 2    | 9     |
| 3   | Włochy     | 1     | 2      | 3    | 6     |
| 4   | Szwajcaria | 1     | –      | 1    | 2     |
| 5   | Hiszpania  | 1     | –      | –    | 1     |
| –   | Węgry      | 1     | –      | –    | 1     |
| 7   | Francja    | –     | 1      | 2    | 3     |
| 8   | Polska     | –     | 1      | –    | 1     |
| 9   | Kuba       | –     | –      | 1    | 1     |

## Medaliści

### Mężczyźni
| Złoto | Srebro                                                                                 | Brąz |
| Floret                                                                                                   |                                                                                        | |
| Alexander Koch                                                                                           | Philippe Omnès                                                                         | Mauro Numa                                                                                                   |
| ZSRR · Aleksandr Romankow · Dmitrij Szewczenko · Serhij Hołubycki · Boris Koriecki · Ilgar Mamiedow      | RFN · Thorsten Weidner · Mathias Gey · Thomas Endres · Alexander Koch · Roman Christen | Francja · Philippe Conscience · Laurent Bel · Philippe Omnès · Patrice Lhôtellier · Lionel Finet             |
| Szpada                                                                                                   |                                                                                        | |
| Manuel Pereira                                                                                           | Sandro Cuomo                                                                           | Pawieł Kołobkow                                                                                              |
| Włochy · Sandro Cuomo · Angelo Mazzoni · Stefano Pantano · Sandro Resegotti                              | RFN · Elmar Borrmann · Robert Felisiak · Stefan Hörger · Thomas Gerull · Günter Jauch  | Kuba · Wilfredo Loyola · Nelson Loyola · Pedro Merencio · Carlos Pedroso · Lázaro Castro                     |
| Szabla                                                                                                   |                                                                                        | |
| Grigorij Kirijenko                                                                                       | Jarosław Koniusz                                                                       | Felix Becker                                                                                                 |
| ZSRR · Grigorij Kirijenko · Andriej Alszan · Siergiej Koriażkin · Siergiej Mindirgasow · Heorhij Pohosow | RFN · Frank Bleckmann · Felix Becker · Jürgen Nolte · Ulrich Eifler · Jörg Kempenich   | Francja · Jean-François Lamour · Philippe Delrieu · Franck Ducheix · Pierre Guichot · Jean-Philippe Daurelle |

### Kobiety
| Złoto                                                                                     | Srebro                                                                                         | Brąz |
| Floret                                                                                    |                                                                                                | |
| Olga Wieliczko                                                                            | Anja Fichtel                                                                                   | Zita-Eva Funkenhauser                                                                                            |
| RFN · Anja Fichtel · Sabine Bau · Susanne Lang · Zita Funkenhauser · Annette Dobmeier     | ZSRR · Olga Wieliczko · Tatjana Sadowska · Olga Woszczakina · Jelena Griszyna · Jelena Glikina | Włochy · Francesca Bortolozzi · Diana Bianchedi · Giovanna Trillini · Margherita Zalaffi                         |
| Szpada                                                                                    |                                                                                                | |
| Anja Straub                                                                               | Ute Schäper                                                                                    | Annalisa Coltorti                                                                                                |
| Węgry · Gyöngyi Szalay · Mariann Horváth · Marina Várkonyi · Diana Eöri · Zsuzsanna Szőcs | Włochy · Annalisa Coltorti · Laura Chiesa · Elisa Uga · Alessandra Anglesio · Saba Amendolara  | Szwajcaria · Susanne Rompza · Isabelle Pentucci · Anja Straub · Gianna Hablützel-Bürki · Françoise Blum-Helbling |